# William Rarita
William Rarita (21 marzo 1907 – 8 luglio 1999) è stato un fisico statunitense.
William Rarita è nato in Italia e naturalizzato negli Stati Uniti. Il cognome originale era Rarità, con l'accento sulla a, probabilmente fu tolta per errore quando trascrissero il cognome nell'ufficio immigrazione nel 1915, quando con la sua famiglia si trasferì negli Stati Uniti.
Ha lavorato principalmente sulla fisica nucleare, fisica delle particelle e meccanica quantistica relativistica. Egli fu particolarmente noto per la formulazione dell'equazione di Rarita-Schwinger, l'equazione di campo relativistica per fermioni di spin 3/2, analoga alla equazione di Dirac che vale per fermioni di spin 1/2. Questa equazione fu introdotta da William Rarita e Julian Schwinger nel 1941.
Rarita insegnò fisica al Brooklyn College per 32 anni, prima di diventare uno scienziato facente parte del gruppo di fisica teorica al Lawrence Berkeley National Laboratory, dove lavorava ancora al momento del pensionamento nel 1996. Oltre al suo lavoro con Julian Schwinger, Rarita collaborò anche con Herman Feshbach.
Il fisico trascorse inoltre un anno presso il CERN.